# 22 février
Pour les articles homonymes, voir Vingt-Deux-Février.
22 janvier 22 mars
Chronologies thématiques
- Croisades
- Ferroviaires
- Sports
- Disney
- Anarchisme
- Catholicisme

Abréviations / Voir aussi
- (° 1852) = né en 1852
- († 1885) = mort en 1885
- a.s. = calendrier julien
- n.s. = calendrier grégorien
- Calendrier
- Calendrier perpétuel
- Liste de calendriers
- Naissances du jour

Le 22 février est le 53e jour de l'année du calendrier grégorien (il en reste ensuite 312, 313 lorsqu'elle est bissextile).
C'était généralement le 4 ventôse du calendrier républicain ou révolutionnaire  français, officiellement dénommé jour du troène.

## Événements

### VIIIesiècle
- 705 : abdication de l'impératrice chinoise Wu Zetian en faveur de son fils Tang Zhongzong lequel restaure la dynastie Tang.

### IXesiècle
- 896 : le pape Formose couronne Arnulf de Carinthie empereur d'Occident.

### XIVesiècle
- 1316 : bataille de Picotin entre les troupes de l'Infant Ferrand de Majorque et celles de Louis de Bourgogne et Mahaut de Hainaut.
- 1354 : signature du traité de Mantes pendant la guerre de Cent Ans.
- 1358 : des émeutiers parisiens sous la conduite du prévôt des marchands de l'eau de la Seine Étienne Marcel pénètrent dans la chambre du palais de la Cité du dauphin Charles futur Charles V de France qui gère le royaume en l'absence de son père le roi Jean II le Bon captif en Angleterre, les conseillers du prince Jean de Conflans et Robert de Clermont sont égorgés sous les yeux du prince Charles avant que le prévôt Marcel ne réfrène ses hommes.
- 1371 : Robert II devient roi d'Écosse.

### XVesiècle
- 1495 : l'armée de Charles VIII de France occupe Naples lors de la première guerre d'Italie.

### XVIesiècle
- 1530 : le pape Clément VII couronne Charles Quint à Bologne avec la Couronne de Fer des rois lombards mais aussi celle des empereurs romains d'Occident.
- 1556 : Akbar devient empereur mogol.

### XVIIesiècle
- 1680 : Catherine Deshayes dite La Voisin est brûlée en place de Grève à Paris comme ayant été mêlée à l'affaire dite "des poisons".

### XVIIIesiècle
- 1723 : le roi de France Louis XV est déclaré majeur par un lit de justice marquant de la sorte la fin de la Régence.
- 1744 : bataille du cap Sicié pendant les prémices de la guerre de succession d'Autriche.
- 1759 : les Français abandonnent le siège de Madras en Inde à l'arrivée de la flotte anglaise pendant la guerre de Sept Ans.
- 1797 : les troupes françaises ("républicaines directoriales") débarquent en Grande-Bretagne mais doivent capituler deux jours plus tard.

### XIXesiècle
- 1819 : l'Espagne cède la Floride aux États-Unis à la signature du traité d'Adams-Onís.
- 1847 : les États-Unis affrontent les troupes mexicaines lors de la bataille de Buena Vista.
- 1848 : Paris se soulève contre la monarchie de Juillet (début de la première révolution française de 1848).
- 1868 : le Sénat des États-Unis initie la procédure d'Impeachment contre le président Andrew Johnson pour violation du Tenure of Office Act.
- 1889 : Dakota du Nord, Dakota du Sud, Montana et l'État de Washington deviennent des États des États-Unis par l'Enabling Act de Grover Cleveland.

### XXesiècle
- 1940 : intronisation du 14e dalaï-lama au palais du Potala à Lhassa au Tibet.
- 1943 : les premiers membres de La Rose blanche Hans Scholl, Sophie Scholl et Christoph Probst jugés par le Volksgerichtshof sont guillotinés le jour même de leur condamnation à mort dans la prison de Stadelheim près de Munich en Allemagne nazie.
- 1944 : Robert Desnos est arrêté par la Gestapo à Paris occupée (Seconde Guerre mondiale).
- 1964 : le Ghana devient une République socialiste à parti unique.
- 1966 : le Premier ministre ougandais Milton Obote fait arrêter cinq de ses ministres et prend les pleins pouvoirs.
- 1972 : 
  - Coup d'État de 1972 au Qatar.
  - tentative de putsch menée par Ange Diawara en république populaire du Congo.
- 1974 : le Pakistan reconnaît l'indépendance de son ancienne province orientale devenue le Bangladesh.
- 1975 : le gouvernement militaire d'Addis-Abeba en Éthiopie annonce que 2 300 guérilleros ont été tués au combat en Érythrée.
- 1979 : l'indépendance de Sainte-Lucie est proclamée sous l'égide de John Compton.
- 1996 : le président de la république française Jacques Chirac annonce la fin du service militaire obligatoire et une professionnalisation des armées.

### XXIesiècle
- 2002 :
  - le maire de Tananarive et candidat à l'élection présidentielle Marc Ravalomanana qui conteste depuis deux mois les résultats de l'élection présidentielle à Madagascar s'autoproclame président.
  - le chef de l'UNITA à la tête depuis plus de trente ans du mouvement rebelle qui tente de prendre le pouvoir en Angola Jonas Savimbi trouve la mort lors d'une attaque de l'armée contre des forces de l'Union nationale pour l'indépendance totale de l'Angola.
- 2012 : résolution numéro 2036 du Conseil de sécurité des Nations unies sur la situation en Somalie.
- 2014 : le Parlement ukrainien vote la libération de Ioulia Tymochenko et la destitution du président Viktor Ianoukovytch pendant la révolution ukrainienne de 2014.
- 2020 : une élection présidentielle a lieu au Togo afin d'élire le Président du pays, Faure Gnassingbé est candidat à sa réélection après avoir fait modifier la constitution pour pouvoir se présenter pour un quatrième mandat consécutif[1]. Gnassingbé est réélu sans surprise dès le premier tour avec plus de 72 % des suffrages, un résultat contesté par l'opposition qui accuse le gouvernement de fraude électorale[2].

## Arts, culture et religion
- 1198 : consécration d'Innocent III qui devient le 174e pape.
- 1281 : le cardinal français Simon de Brion est élu 187e pape et choisit le nom de Martin IV.
- 1288 : consécration de Nicolas IV qui devient le 189e pape.
- 1550 : couronnement de Jules III comme 219e pape.
- 1635 : signature des statuts et règlements de l'Académie française.
- 1775 : couronnement de Pie VI comme 248e pape.
- 2009 : le film Slumdog millionnaire de Danny Boyle est récompensé de plusieurs oscars à Hollywood[3].
- 2021 : les Daft Punk annoncent la fin du duo, après 28 ans de carrière.

## Sciences et techniques
- 1632 : Galilée présente son ouvrage Dialogue sur les deux grands systèmes du monde au grand-duc de Toscane Ferdinand II de Médicis.
- 1966 : l'Union soviétique place en orbite son satellite de recherches scientifiques Cosmos 110 (en).
- 1977 : le Japon place en orbite terrestre son satellite de télécommunications Kitu-2.
- 1978 : la National Aeronautics and Space Administration (NASA) place en orbite terrestre son satellite américain d'aide à la navigation GPS Navstar-1 et le satellite Vela Ionds/GPD de détection des essais nucléaires.
- 1986 : la fusée européenne Ariane 1 met en orbite le satellite français Spot-1 d'observation de la Terre.
- 1997 : présentation aux médias de la brebis Dolly premier mammifère cloné de l'histoire à partir d'un noyau de cellule somatique adulte.
- 2017 : annonce de la découverte de sept exoplanètes de taille terrestre autour de l’étoile TRAPPIST-1 dont certaines dans sa zone habitable[4].
- 2019 : la sonde spatiale japonaise Hayabusa 2 réussit avec succès ses prélèvements sur l'astéroïde (162173) Ryugu.
- 2024 : l’atterrisseur robotique Odysseus de la mission IM-1 effectue le premier atterrissage commercial en douceur sur la Lune[5].

## Économie et société
- 1879 : ouverture du premier des magasins de la chaîne Woolworth à Utica (New York) (États-Unis), chaîne aujourd'hui la plus grande du monde avec plus de 8 500 détaillants.
- 1968 : incendie accidentel du grand séminaire de Rennes aux chambres vides du fait de vacances scolaires dans la nuit du 22 au 23 février[6].
- 1980 : victoire qualifiée de « miracle sur glace » des États-Unis sur l'Union soviétique en hockey sur glace.
- 1984 : Yves Montand revenu de ses premières amours communistes après notamment un voyage en Hongrie occupée par l'Armée rouge présente l'émission de télévision se voulant pédagogique Vive la crise ! dans laquelle il prône un « capitalisme libéral ».
- 2021 : en République démocratique du Congo, au Nord-Kivu, l'ambassadeur d'Italie, Luca Attanasio est assassiné ainsi que le chauffeur de l'ONU Mustapha Milamboau et un carabinier du bataillon de Gorizia Vittorio Iacovacci[7].

## Naissances

### XVesiècle
- 1403 : Charles VII, roi de France († 22 juillet 1461).
- 1440 : Ladislas Ier de Bohême, roi de Bohême et Hongrie († 23 novembre 1457).
- 1500 : Rodolfo Pio, cardinal italien († 2 mai 1564).

### XVIesiècle
- 1507 : Kujō Tanemichi, noble de cour japonais († 24 février 1594).
- 1514 :
  - Johannes Gigas, théologien et poète religieux allemand († 12 juillet 1581).
  - Tahmasp Ier, deuxième chah de la dynastie des séfévides († 14 mai 1576).
- 1520 : Frédéric III de Legnica, duc de Legnica († 15 décembre 1570).
- 1550 : Charles d'Arenberg, prince d'Arenberg et du Saint-Empire († 18 janvier 1616).
- 1577 : Pierre Huyssens, frère jésuite, architecte maître du Baroque dans les anciens Pays-Bas († 6 juin 1637).
- 1580 : Charles de L'Aubespine, homme politique français († 26 septembre 1653).
- 1586 : Gilles Macé, mathématicien et astronome français († 8 mars 1637).

### XVIIesiècle
- 1601 : Pierre Chanut, conseiller d'État français († 3 juillet 1662).
- 1636 : Louis Robert, premier titulaire du poste d'intendant de la Nouvelle-France († 8 juillet 1706).
- 1645 :
  - Johann Ambrosius Bach, musicien allemand, père de Johann Sebastian Bach († 20 février 1695),
  - et son frère jumeau Johann Christoph Bach II, musicien allemand de la période baroque († 28 août 1693).
- 1649 : Bon Boullogne, peintre et graveur français († 16 mai 1717).
- 1650 : Félix de Beaussier, officier de la Marine royale française († 9 août 1724).
- 1656 : Carel de Moor, peintre néerlandais du siècle d'or († 16 février 1738).
- 1663 : Louis Bossuet, parlementaire français († 15 janvier 1742).
- 1665 : Jean-Martin Wendel, premier maître de forges et fondateur de la célèbre dynastie d'industriels les Wendel († 25 juin 1737).
- 1679 : Richard Lestock, amiral de la Royal Navy († 17 décembre 1746).
- 1684 : Charles de Lorraine, grand écuyer de France († 29 décembre 1751).
- 1690 : Daniele Farlati, jésuite et historien italien († 25 avril 1773).
- 1693 : Charles-Félix de Poilvilain, officier de marine et aristocrate français († 31 mai 1756).
- 1696 : François de Glandevès du Castellet, officier de marine et aristocrate français († 31 mars 1774).

### XVIIIesiècle
- 1715 : Charles-Nicolas Cochin, graveur et dessinateur français († 29 avril 1790).
- 1732 :
  - Jean-Bernard Restout, peintre français († 18 juillet 1797).
  - George Washington, homme politique américain, 1er président des États-Unis de 1789 à 1797) († 14 décembre 1799).
- 1745 : Jean-Antoine Roucher, poète français († 25 juillet 1794).
- 1747 : Louis Annibal de Saint-Michel d'Agoult, général de brigade français († 17 décembre 1810).
- 1758 : Louis Jean-Baptiste Le Clerc (Lorgues), comte de Lassigny, aristocrate français du XVIIIe siècle († lors de la prise des Tuileries le 10 août 1792).
- 1759 : Claude Jacques Lecourbe, général de division français († 22 octobre 1815).
- 1764 : Jacques-Oudart Fourmentin, capitaine corsaire français († 10 janvier 1848).
- 1766 : Honoré Vial, général de division français († 18 octobre 1813).
- 1769 : Jacques Félix Jan de La Hamelinaye, général de division français († 14 avril 1861).
- 1772 : Pedro Mariano de Goyeneche y Barreda, personnalité espagnole († 30 novembre 1844).
- 1773 : Mathieu-Ignace Van Brée, peintre, sculpteur et architecte belge († 15 décembre 1839).
- 1778 : Rembrandt Peale, artiste américain († 3 octobre 1860).
- 1780 : Francesco di Paola Villadecani, cardinal italien († 13 juin 1861).
- 1782 : Stephen Arnoult, poète, chansonnier, auteur dramatique et romancier français († 21 septembre 1869).
- 1784 : John Eatton Le Conte, naturaliste américain († 21 novembre 1860).
- 1788 : Arthur Schopenhauer, philosophe allemand († 21 septembre 1860).
- 1796 : Adolphe Quetelet, mathématicien, astronome, naturaliste et statisticien belge († 17 février 1874).
- 1798 : Gustave Drouineau, romancier, poète et auteur dramatique français († 19 avril 1878).

### XIXesiècle
- 1816 : Joaquín Lluch y Garriga, cardinal espagnol († 22 mars 1882).
- 1822 : Adolf Kussmaul, médecin et chercheur allemand († 28 mai 1902).
- 1833 : Carl Ludwig Jessen, peintre danois († 4 janvier 1917).
- 1836 : Hylan B. Lyon (en), général de brigade confédéré américain († 25 avril 1907).
- 1842 : Ludovic Joubert, militaire français († 27 mai 1927).
- 1843 : Amédée Bienaimé, amiral français († 16 mars 1930).
- 1851 : Jacques Gay, peintre français († 6 mai 1925).
- 1857 :
  - Robert Baden-Powell, militaire britannique fondateur du scoutisme († 8 janvier 1941).
  - Heinrich Rudolf Hertz, ingénieur et physicien allemand († 1er janvier 1894).
- 1861 : Joseph-Antoine Gardet, sculpteur français († 24 février 1891).
- 1862 : Louis Le Cardonnel, poète français († 28 mai 1936).
- 1864 : 
  - Ernest Raynaud, commissaire de police, écrivain et poète français († 10 octobre 1936).
  - Jules Renard, écrivain français († 22 mai 1910).
- 1868 : Lars Gabriel Andersson, zoologiste suédois († 13 février 1951).
- 1875 : Sophie-Adélaïde en Bavière, fille de Charles-Théodore en Bavière et de Marie-Josèphe de Portugal († 4 septembre 1957).
- 1878 : 
  - Gaston Alibert, escrimeur français († 26 décembre 1917).
  - George Bryant, archer américain double champion olympique en 1904 († 18 avril 1938).
- 1879 : Joannes Brønsted, chimiste danois († 17 décembre 1947).
- 1880 : Eric Lemming, athlète suédois, champion olympique au lancer du javelot en 1908 et 1912 († 5 juin 1930).
- 1886 : Hugo Ball, écrivain allemand, l'un des fondateurs du mouvement dadaïste († 14 septembre 1927).
- 1889 : 
  - Olave Baden-Powell, cheffe guide mondiale et épouse de Robert Baden-Powell († 19 / 25 septembre 1927).
  - Robin G. Collingwood, philosophe et historien britannique († 9 janvier 1943).
- 1893 : Tom Forman, acteur, réalisateur et scénariste américain († 7 novembre 1926).
- 1894 : Martin Sabarots, résistant français du réseau Alliance pendant la Seconde Guerre mondiale († 30 novembre 1944).
- 1896 :
  - Peter Cheyney, écrivain britannique († 26 juin 1951).
  - Edvin Wide, coureur de fond suédois († 19 juin 1996).
- 1898 :
  - Marie-Isabelle Diaz, ancienne doyenne des Français († 26 octobre 2011).
  - Karl Koller, général allemand de la Luftwaffe († 22 décembre 1951).
- 1900 : Luis Buñuel, cinéaste espagnol († 29 juillet 1983).

### XXesiècle
- 1902 : Louis Muller, graveur-médailleur français († 23 mai 1957).
- 1903 : 
  - Morley Callaghan, écrivain canadien († 25 août 1990).
  - Frank Ramsey, mathématicien, économiste et logicien britannique († 19 janvier 1930).
- 1906 : Egano Righi-Lambertini, cardinal italien, nonce apostolique au Liban (en), puis au Chili (en), en Italie (en) et enfin en France († 4 octobre 2000).
- 1907 :
  - Sheldon Leonard, acteur et producteur américain († 10 janvier 1997).
  - Robert Young, acteur américain († 21 juillet 1998).
- 1908 :
  - Rómulo Betancourt, homme politique vénézuélien († 28 septembre 1981).
  - John Mills, acteur britannique († 23 avril 2005).
- 1911 : 
  - Jean Collet, footballeur belge († 30 mars 976).
  - Annette Faive, peintre française († 12 novembre 1988).
  - Marcel Lutrand, acteur français († 3 octobre 1988).
- 1912 : Lucien Dutard, homme politique français († 24 juin 2003
- 1913 : 
  - Buddy Tate, saxophoniste et clarinettiste de jazz américain († 10 février 2001).
  - Gregorio Walerstein, scénariste et producteur de cinéma mexicain († 24 janvier 2002).
- 1914 : Renato Dulbecco, virologue italien, prix Nobel de physiologie ou médecine en 1975 († 19 février 2012).
- 1915 : Jacques Chauviré, écrivain français († 4 avril 2005).
- 1916 :
  - Marcel Charvey, acteur français († 21 août 1995).
  - Elizabeth Taylor, athlète canadienne spécialiste du 80 mètres haies († 2 février 1977).
- 1918 :
  - Sid Abel, joueur de hockey sur glace canadien († 8 février 2000).
  - Mehdi Bennouna, journaliste et nationaliste marocain, fondateur de la MAP († 23 mars 2010).
  - Robert Wadlow, Américain ayant atteint 2,72 m, taille la plus grande jamais mesurée dans l'histoire de l'humanité († 15 juillet 1940).
- 1920 : André Barrais, joueur de basket-ball français († 15 janvier 2004).
- 1921 :
  - Jean-Bedel Bokassa, président et empereur de Centrafrique de 1966 à 1990 († 3 novembre 1996).
  - David Greene, réalisateur, scénariste, producteur et acteur britannique († 7 avril 2003).
  - Mary Lanwi, éducatrice, féministe et femme politique marshallaise.
  - Giulietta Masina, actrice italienne († 23 mars 1994).
  - Italo Mereu, juriste et professeur de droit italien († 17 janvier 2009).
- 1922 : Gesner Abelard, peintre et sculpteur haïtien.
- 1923 :
  - François Cavanna, écrivain et dessinateur français († 29 janvier 2014).
  - Norman Smith, musicien et producteur britannique († 3 mars 2008).
- 1925 :
  - Edward Gorey, illustrateur américain († 15 avril 2000).
  - Bernard Musson, acteur français († 29 octobre 2010).
- 1926 :
  - Dave Bailey (Samuel David Bailey dit), batteur américain et virginien de jazz, collaborateur de Gerry Mulligan.
  - Georges Gramme, homme politique belge († 7 février 1985).
  - Miguel León-Portilla, anthropologue et historien mexicain († 1er octobre 2019).
  - Bud Yorkin, réalisateur américain († 18 août 2015).
- 1928 :
  - Paul Dooley, acteur américain.
  - Luigi Fuin, footballeur italien († 5 novembre 2009).
- 1929 : Rebecca Schull, actrice américaine.
- 1930 : 
  - Jean Bobet, coureur cycliste sur route français († 27 juillet 2022).
  - Pierre Juquin, syndicaliste et homme politique français.
- 1932 : 
  - Yva Barthélémy (Vivette Barthélmy dite), chanteuse lyrique soprano et professeure de chant française[8].
  - Edward Kennedy, homme politique américain de la fratrie de JFK & Bob, sénateur du Massachusetts († 25 août 2009).
- 1933 :
  - Roger Gicquel, journaliste breton et français de télévision († 6 mars 2010).
  - Bobby Smith, footballeur anglais († 18 septembre 2010).
- 1937 : Noel Murphy, joueur de rugby irlandais.
- 1938 :
  - Steve Barber, baseballeur américain († 4 février 2007).
  - Karin Dor, actrice allemande († 6 novembre 2017).
  - Pierre Vallières, journaliste et écrivain canadien († 23 décembre 1998).
- 1939 : Ellen Marx, plasticienne et auteure franco-allemande.
- 1940 : Ugo Colombo, coureur cycliste sur route italien († 10 octobre 2019).
- 1941 :
  - Rolland Ehrhardt, footballeur français († 3 janvier 2007).
  - Roger Gonnet, militant anti-sectes et écrivain français.
  - Jürgen Nöldner, footballeur est-allemand († 21 novembre 2022).
- 1942 :
  - André Beaudin, homme politique québécois.
  - Christine Keeler, mannequin et danseuse anglaise († 4 décembre 2017).
  - Jean Puech, homme politique, un temps ministre français de la pêche.
- 1943 :
  - Horst Köhler, économiste et homme d'État allemand, président fédéral de l'Allemagne de 2004 à 2010.
  - Jean-Luc Maury-Laribière, pilote automobile français.
  - Otoya Yamaguchi, homme politique et militant étudiant japonais († 2 novembre 1960).
- 1944 :
  - Jonathan Demme, réalisateur, producteur et scénariste américain († 26 avril 2017).
  - Tom Okker, joueur de tennis néerlandais.
  - Tucker Smallwood, acteur américain.
  - Fanny Viollet, artiste plasticienne française.
- 1946 : 
  - Éric Aumonier, évêque émérite français de Versailles.
  - Evert Dolman, coureur cycliste néerlandais († 12 mai 1993).
- 1947 : Harvey Mason, batteur américain de jazz du groupe Fourplay.
- 1948 :
  - John Ashton, acteur américain.
  - Linda de Suza, chanteuse française d'origine portugaise († 28 décembre 2022).
- 1949 :
  - Niki Lauda, coureur automobile et homme d'affaires autrichien († 20 mai 2019).
  - Roland Marx, poète, écrivain et parolier français.
  - Olga Morozova, joueuse de tennis professionnelle russe.
  - Joachim Witt, musicien allemand.
- 1950 :
  - Julius Erving, joueur de basket-ball américain.
  - Betty Hinton, femme politique canadienne.
  - Lenny Kuhr, chanteuse néerlandaise.
  - Miou-Miou (Sylvette Herry dite), actrice française.
  - Julie Walters, actrice britannique.
  - Genesis Breyer P-Orridge (Neil Andrew Megson dit), artiste, performeuse, musicienne et écrivaine britannique († 14 mars 2020).
- 1951 :
  - Bruno Boscherie, escrimeur français champion olympique en 1980.
  - Jean Charbonniaud, haut fonctionnaire français.
  - Gérard Charollois, juriste et militant écologiste français.
  - Alain Dinin, homme d'affaires français, PDG de Nexity.
  - Patrick Dralet, footballeur français.
  - Ellen Greene, actrice et chanteuse américaine.
  - Charlotte-Rita Pichon, femme de théâtre, actrice, metteur en scène et dramaturge française.[réf. souhaitée]
  - Valerie Sutton, danseuse et pédagogue américaine.
- 1952 :
  - James P. Bagian, astronaute américain.
  - Jacques Bouanich, acteur français.
  - Bill Frist, homme politique américain.
  - Martine Lignières-Cassou, femme politique française.
  - Debra Sapenter, athlète américaine spécialiste du 400 mètres.
- 1953 :
  - Evelin Kaufer, athlète allemande de l'ex-Allemagne de l'Est, spécialiste du 100 mètres.
  - Sergueï Martynov, homme politique biélorusse.
  - Hugo Thijs, coureur cycliste belge.
- 1954 : François Sarano, océanographe et plongeur français.
- 1955 : Martin Winckler (Marc Zaffran), médecin, militant féministe, romancier, essayiste, chroniqueur, critique et traducteur français puis québécois.
- 1957 : Francis Saint-Léger, homme politique français.
- 1958 : Thierry Redler, acteur et réalisateur français († 26 juillet 2014).
- 1959 : Kyle MacLachlan, acteur américain.
- 1960 :
  - Cássio Motta, joueur de tennis brésilien.
  - Jean-Louis Prianon, athlète français.
- 1961 : Christa Tobler (de), juriste suisse.
- 1962 : Steve Irwin, animateur de télévision australien († 4 septembre 2006).
- 1963 : Vijay Singh, golfeur fidjien.
- 1964 :
  - Gigi Fernández, joueuse de tennis américaine professionnelle.
  - Magnus Wislander, handballeur suédois.
  - William Tanui, athlète kényan spécialiste du demi-fond, champion olympique.
- 1965 : 
  - Pat LaFontaine, joueur de hockey sur glace américain.
  - Claudine Loquen, artiste peintre, sculptrice et illustratrice française.
- 1966 :
  - Rachel Dratch, actrice américaine.
  - Aiden Shaw, écrivain, compositeur et acteur britannique.
- 1967 :
  - Paul Lieberstein, acteur et producteur américain.
  - Zinat Pirzadeh, romancière suédoise d'origine iranienne.
- 1968 :
  - Erica Alfridi, athlète italienne spécialiste de la marche athlétique.
  - Shawn Graham, homme politique canadien.
  - Jeri Ryan, actrice américaine.
- 1969 :
  - Thomas Jane, acteur américain.
  - Alexander Koch, escrimeur fleurettiste allemand champion olympique.
  - Brian Laudrup, footballeur danois.
  - Marc Wilmots, footballeur belge.
- 1970 : Manuela Stellmach, nageuse allemande.
- 1971 :
  - Lisa Fernandez, joueuse de softball américaine.
  - Arnon Grünberg, romancier néerlandais.
  - Lionel Orsolini, joueur professionnel de hockey sur glace français.
  - Lea Salonga, actrice et chanteuse philippine.
- 1972 :
  - Michael Chang, joueur de tennis américain.
  - Laurence Leboucher, cycliste française.
  - Claudia Pechstein, patineuse de vitesse allemande.
  - Rolando Villazón, ténor mexicain.
- 1973 :
  - Artchil Arveladze et
  - Shota Arveladze, footballeurs géorgiens.
  - Philippe Gaumont, coureur cycliste français médaillé olympique en 1992 († 17 mai 2013).
  - Olivier Girault, joueur de handball français, champion olympique 2008 puis entraîneur.
- 1974 :
  - Fabienne Blanchut, auteur de livres pour enfants et scénariste de télévision.
  - James Blunt, chanteur britannique.
- 1975 :
  - Drew Barrymore, actrice américaine.
  - Charles O'Bannon, basketteur américain.
  - Sébastien Tellier, musicien français.
- 1976 :
  - Nini Bombardier, auteure française de bande dessinée.
  - Christopher Isegwe, coureur de fond tanzanien, spécialiste du marathon.
- 1977 :
  - Ragnhild Gulbrandsen, footballeuse norvégienne.
  - Mads Kaggestad, cycliste norvégien.
  - Hakan Yakın, footballeur suisse d'origine turque.
- 1979 :
  - Armelle Deutsch, actrice française.
  - Brett Emerton, joueur de football australien.
  - Razzy Hammadi, homme politique français.
  - Tom Higgenson, chanteur et musicien américain du groupe Plain White T's.
- 1980 : 
  - Erzsébet Viski, kayakiste hongroise.
  - Shane Jones, écrivain américain.
- 1981 :
  - Assan Bazayev, coureur cycliste kazakh.
  - Jeanette Biedermann, chanteuse et actrice de télévision allemande.
  - Élodie Yung, actrice française.
- 1982 :
  - Jenna Haze, actrice américaine.
  - Kelly Johnson, joueur américain de baseball.
  - Tetyana Petlyuk, athlète ukrainienne spécialiste du 800 m.
  - Siaka Tiéné, joueur de football ivoirien.
- 1983 : Andreï Taratoukhine, joueur professionnel de hockey sur glace russe.
- 1984 :
  - Julio Colombo, footballeur français.
  - Branislav Ivanović, footballeur serbe.
  - Debordo Leekunfa, chanteur ivoirien.
  - Ayumi Shibata, ex-idole japonaise du Hello! Project, ex-chanteuse de J-pop avec le groupe féminin Melon Kinenbi.
  - Volha Sudarava, athlète |biélorusse, spécialiste du saut en longueur.
- 1985 :
  - Sébastien Furstenberger, joueur français de rink hockey.
  - Natalya Ivoninskaya, athlète kazakhe spécialiste du 100 mètres haies.
  - Yórgos Príntezis, basketteur grec.
  - Larissa Riquelme, actrice et mannequin paraguayenne.
  - Zach Roerig, acteur américain.
  - Léa Vicens, rejoneadora française.
- 1986 :
  - David Jackson, basketteur américain.
  - Enzo Pérez, footballeur argentin.
  - Rajon Rondo, basketteur américain.
- 1987 :
  - Alice Dufour, gymnaste, mannequine, danseuse et actrice française et normande.
  - Noah Giffin, acteur canadien[9].
  - Sergio Romero, footballeur argentin.
  - Itay Shechter, footballeur israélien.
- 1988 :
  - Jonathan Borlée et
  - Kévin Borlée, athlètes belges spécialistes du 400 m.
  - Ximena Navarrete, mannequin mexicain, Miss Univers 2010.
- 1991 : Mahmoud Sattari, kickboxeur iranien.
- 1992 :
  - Alexander Merkel, footballeur allemand.
  - Li Shanshan, gymnaste chinoise.
- 1993 : Gide Noel, basketteur français.
- 1994 : Elfrid Payton, basketteur américain.
- 1996 : Marie Laguerre, militante féministe française.
- 1997 : Jerome Robinson, basketteur américain.
- 1998 : Aziz Ganiev, footballeur international ouzbek.
- 1999 : Kamil Kosiba, joueur polonais de volley-ball.
- 2000 : Trayce Jackson-Davis, basketteur américain.

## Décès

### XIesiècle
- 1071 : Arnoul III, comte de Flandres (° 1054).

### XIIesiècle
- 1111 : Roger Borsa, noble italien (° v. 1060).

### XIIIesiècle
- 1225 : Bernard IV de Comminges, comte de Comminges de 1176 à 1225 (° inconnue).
- 1296 : Henri V le Gros, duc de Legnica et de Wrocław (° entre 1245 et 1250).

### XIVesiècle
- 1358 : 
  - Jean de Conflans  (° inconnue) et
  - Robert de Clermont  (° inconnue), maréchaux et conseillers militaires du dauphin Charles et futur roi Charles V, 
    - massacrés au palais royal de la Cité à Paris par des hommes du prévôt des marchands de l'eau de la Seine Étienne Marcel.
- 1371 : David II, roi d'Écosse (° 5 mars 1324).

### XVesiècle
- 1464 : Gilbert Motier de La Fayette, maréchal de France issu d'une grande famille d'Auvergne (° v. 1380).
- 1481 (ou 16 mars) : Charles Ier d'Amboise, noble français (° 1430).

### XVIesiècle
- 1512 : Amerigo Vespucci, explorateur italien (° 9 mars 1454).
- 1550 : François III, duc de Mantoue, marquis de Montferrat (° 10 mars 1533).
- 1587 : Sophie de Brandebourg-Ansbach, princesse de Brandebourg-Ansbach (° 23 mars 1535).

### XVIIesiècle
- 1627 : Olivier van Noort, navigateur, flibustier et premier Néerlandais connu à accomplir une navigation autour du monde (° 1558).
- 1636 : Santorio Santorio, médecin et inventeur italien (° 29 mars 1561).
- 1648 : Isaac de Caus, ingénieur et architecte français (° 1590).
- 1674 : Jean Chapelain, écrivain français (° 4 décembre 1595).
- 1680 : La Voisin (Catherine Deshayes dite), brûlée vive à Paris pour sorcellerie (° ca 1640).

### XVIIIesiècle
- 1712 : Nicolas Catinat de La Fauconnerie, militaire français (° 1er septembre 1637).
- 1727 (ou 22 mars ou 22 avril ou 1737) : Francesco Gasparini, compositeur italien (° 1665, 1668 ou 19 mars 1661).
- 1731 :
  - Frederik Ruysch, physicien et anatomiste hollandais (° 23 mars 1638).
  - Maria Selvaggia Borghini, poétesse italienne (° 7 février 1656).
- 1735 : Jean van Orley, peintre des Pays-Bas méridionaux (° 4 janvier 1665).
- 1797 : Karl Friedrich Hiéronymus, baron de Münchhausen, officier et aventurier allemand (° 11 mai 1720).

### XIXesiècle
- 1801 : Alphonse du Congé Dubreuil, poète et dramaturge français (° 19 juin 1734).
- 1803 : 
  - Jacques-Donatien Le Ray de Chaumont, financier français, Père de la révolution américaine (° 1er septembre 1725).
  - Jean-Baptiste-Jacques Poultier, député aux États généraux de 1789 (° 25 mars 1731).
- 1808 : Giovanni Maria Angioy, homme politique et patriote sarde (° 21 octobre 1751).
- 1815 : Smithson Tennant, chimiste britannique (° 30 novembre 1761).
- 1816 : Eugénie D'Hannetaire, actrice française (° 6 janvier 1746).
- 1821 : Johann Georg Feder, philosophe allemand (° 15 mai 1740).
- 1827 : Charles Willson Peale, peintre et un naturaliste américain (° 15 avril 1741).
- 1829 : Adam Albert de Neipperg, général et un homme d'État autrichien, deuxième époux de l'impératrice Marie-Louise (° 8 avril 1775).
- 1838 : René Eustache d'Osmond, diplomate français, pair de France (° 17 décembre 1751).
- 1840 : Fortuné de Mazenod, évêque de Marseille (° 27 avril 1749).
- 1856 : Eugène Mordret, poète français (° 24 juin 1830).
- 1857 : Joseph Crétin, homme d'Église français (° 9 décembre 1799).
- 1875 :
  - Camille Corot, peintre français (° 16 juillet 1796).
  - Charles Lyell, géologue britannique (° 14 novembre 1797).
- 1880 : 
  - Eugénie Desjobert, philanthrope française (° 3 mai 1800).
  - Adolphe Roger, peintre classique français (° 15 mars 1800).
- 1882 : Ferdinand-François-Auguste Donnet, archevêque puis cardinal français (° 16 novembre 1795).
- 1888 : Anna Kingsford, militante féministe, écrivain, médecin, théosophe, spiritualiste, hermétiste anglaise (° 16 septembre 1846).
- 1897 : Charles Blondin, funambule français (° 28 février 1824).
- 1898 : Charles-Urbain Bricogne, ingénieur des chemins de fer français, inventeur et dirigeant de revue scientifique (° 17 mars 1816

### XXesiècle
- 1903 : 
  - Helen Connon, universitaire néo-zélandaise (° 1859 ou 1860).
  - Hugo Wolf, compositeur autrichien (° 13 mars 1860).
- 1913 :
  - Francisco Madero, président du Mexique de 1911 à 1913 (° 30 octobre 1873).
  - Ferdinand de Saussure, linguiste suisse (° 26 novembre 1857).
- 1915 : Thor Lange, écrivain danois (° 9 avril 1851).
- 1916 :
  - Émile Driant, officier et écrivain (sous le pseudonyme de Danrit) et député français (° 11 septembre 1855).
  - Albert Jenicot, footballeur international français mort pour la France (° 15 février 1885).
- 1917 : Léonce Fabre des Essarts, occultiste, poète, homme politique et théoricien français de la gnose et du christianisme ésotérique (° 19 mars 1848).
- 1920 : Paul Paillette, poète et chansonnier français et montmartrois, anarchiste, végétarien et partisan de l'amour libre (° 16 avril 1844).
- 1923 : Damdin Sükhbaatar, « le Lénine mongol », révolutionnaire communiste mongol (° 2 février 1893).
- 1924 :
  - Joseph-François Poeymirau, général français (° 8 novembre 1869).
  - André Vacherot, joueur français de tennis (° 5 juin 1877).
- 1939 :
  - Antonio Machado, poète espagnol (° 26 juillet 1875).
  - Marc Perrodon, escrimeur français (° 31 août 1878).
- 1942 : Stefan Zweig, écrivain autrichien (° 28 novembre 1881).
- 1943 : 
  - les premiers membres de La Rose blanche exécutés, à savoir
    - Christoph Probst, résistant allemand contre le nazisme (° 6 novembre 1919) ;
    - Hans Scholl, résistant allemand contre le nazisme (° 22 septembre 1918) ;
    - Sophie Scholl, résistante allemande contre le nazisme (° 9 mai 1921).

  - Paul Strauss, homme politique français (° 23 septembre 1852).
- 1954 : George Bonnamour, journaliste, écrivain et homme politique français (° 20 février 1866).
- 1956 : Paul Léautaud, écrivain français (° 18 janvier 1872).
- 1959 :
  - Harold Hardwick, nageur australien (° 14 décembre 1888).
  - Francis Pélissier, coureur cycliste français (° 13 juin 1894).
- 1960 : Paul-Émile Borduas, peintre et sculpteur québécois (° 1er novembre 1905).
- 1963 :
  - Fritz Becker, footballeur allemand. (° 13 septembre 1888).
  - Jean-Georges Villepontoux, contrôleur général de la Banque de France (° 13 avril 1884).
- 1970 : Michele Gordini, coureur cycliste italien (° 23 avril 1896).
- 1972 : Eric Johansson, athlète suédois, spécialiste du lancer de marteau (° 10 février 1904).
- 1973 :
  - Elizabeth Bowen, romancière et nouvelliste irlandaise (° 7 juin 1899).
  - Jean-Jacques Bertrand, premier ministre du Québec de 1968 à 1970 (° 20 juin 1916).
- 1976 : Florence Ballard, chanteuse américaine du groupe The Supremes (° 30 juin 1943).
- 1980 : Oskar Kokoschka, artiste autrichien (° 1er mars 1886).
- 1981 : 
  - Pierre Korb, footballeur français (° 20 avril 1908).
  - Ti-Blanc Richard, violoneux québécois (° 13 août 1920).
- 1983 :
  - Adrian Boult, chef d'orchestre britannique (° 8 avril 1889).
  - Romain Maes, coureur cycliste belge (° 10 août 1912).
  - Paolo Pedretti, coureur cycliste italien (° 22 janvier 1906).
- 1985 : Efrem Zimbalist, violoniste, chef d’orchestre et compositeur américain (° 21 avril 1889).
- 1986 :
  - Jacques Pâris de Bollardière, général français (° 16 décembre 1907).
  - Bertrand Fabi, pilote automobile québécois (° 21 juin 1961).
- 1987 : Andy Warhol, artiste américain (° 6 août 1928).
- 1989 : Henri Aigueperse, instituteur syndicaliste français (° 23 novembre 1902).
- 1993 : Jean Lecanuet, homme politique français, ancien garde des sceaux (° 4 mars 1920).
- 1994 : Papa John Creach, violoniste américain du groupe Jefferson Airplane (° 28 mai 1917).
- 1995 :
  - Emmanuel Robles, écrivain français juré l'Académie Goncourt (° 4 mai 1914).
  - Ed Flanders, acteur américain (° 29 décembre 1934).
- 1996 :
  - Joseph W. Barr, Secrétaire du Trésor américain de 1968 à 1969 (° 17 janvier 1918).
  - Helmut Schön, footballeur puis entraîneur allemand (° 15 septembre 1915).
- 1997 :
  - Joey Aiuppa, mafieux américain (° 1er décembre 1907).
  - James Michael Ullman, écrivain de romans policiers américain (° 1925).
- 1998 :
  - José María de Areilza, homme politique espagnol (° 3 août 1909).
  - Jean Klein, écrivain et enseignant français (° 19 octobre 1912).
  - Paul Piguet, fondeur suisse (° 28 juin 1907).
  - Abraham A. Ribicoff, homme politique américain (° 9 avril 1910).
- 1999 :
  - Bitto Albertini, directeur de la photographie italien (° 5 septembre 1923).
  - William Bronk, poète américain (° 17 février 1918).
  - Menno Oosting, joueur de tennis néerlandais (° 17 mai 1964).
  - Bel Hadj El Maafi, imam résistant français et algérien (° 25 octobre 1900).
- 2000 :
  - Jean-Pierre Grenier, réalisateur, acteur et scénariste français (° 20 novembre 1914).
  - John Kellogg, acteur américain (° 3 juin 1916).
  - Raphaël Pujazon, athlète français (° 12 février 1918).

### XXIesiècle
- 2001 :
  - Claude Beylie, critique et historien français du cinéma, (° 22 février 1932).
  - John Fahey, guitariste américain (° 28 février 1939).
  - Cledwyn Hughes, homme politique britannique (° 14 septembre 1916).
  - André Pieters, cycliste sur route belge (° 10 septembre 1922).
- 2002 :
  - Roden Cutler, officier, diplomate et homme politique australien (° 24 mai 1916).
  - Vyatscheslav Dryagin, skieur de nordique soviétique puis russe (° 20 septembre 1940).
  - Raymond Firth, anthropologue et ethnologue néo-zélandais (° 25 mars 1901).
  - Chuck Jones, créateur américain de dessins animés (° 21 septembre 1912).
  - Joaquín Olmos, cycliste sur route espagnol (° 15 septembre 1915).
  - Jonas Savimbi, homme politique angolais (° 3 août 1934).
- 2003 :
  - Jean-Pierre Miquel, metteur en scène de théâtre et acteur français (° 22 janvier 1937).
  - Daniel Taradash, scénariste américain (° 29 janvier 1913).
- 2004 :
  - Roque Máspoli, footballeur puis entraîneur uruguayen (° 12 octobre 1917).
  - Irina Press, athlète soviétique spécialiste du 80 m haies (° 10 mars 1939).
- 2005 :
  - Michel Bardinet, acteur français (° 15 novembre 1931).
  - Honoré Bonnet, skieur alpin français (° 14 novembre 1919).
  - Lee Eun-ju, actrice sud-coréenne (° 22 décembre 1980).
  - Luigi Giussani, prêtre séculier italien (° 15 octobre 1922).
  - Mario Ricci, cycliste italien (° 13 août 1914).
  - Simone Simon, actrice française (° 23 avril 1911).
- 2006 :
  - Hilde Domin, poétesse allemande (° 27 juillet 1909).
  - Bill Tung, acteur et commentateur de courses hippiques hongkongais (° 30 mars 1933).
  - Richard Wawro, peintre écossais (° 14 avril 1952).
- 2007 :
  - Lothar-Günther Buchheim, romancier, peintre, photographe et éditeur allemand (° 6 février 1918).
  - Samuel Hinga Norman (en), homme politique sierra-leonais, ministre de la Défense puis de l'Intérieur (° 1er janvier 1940).
  - George Jellicoe, homme politique, diplomate et homme d’affaires britannique (° 4 avril 1918).
  - Dennis Johnson, joueur de basket-ball américain (° 18 septembre 1954).
  - Fons Rademakers, réalisateur néerlandais (° 5 septembre 1920).
  - Ian Wallace, batteur du groupe King Crimson de 1971 à 1972 (° 29 septembre 1946).
- 2008 :
  - Rubens de Falco, acteur brésilien (° 19 octobre 1931).
  - Nunzio Gallo, chanteur et acteur italien (° 25 mars 1928).
  - Dennis Letts (en), acteur américain d'origine britannique (° 5 septembre 1934).
  - Oswaldo Louzada, acteur brésilien (° 12 avril 1912).
  - Peter Rafael, chanteur allemand (° 17 juillet 1965).
  - Tsuneyo Toyonaga, supercentenaire japonais, doyen des japonais (° 21 mai 1894).
  - Pierre de Villemarest, résistant français (° 10 décembre 1922).
- 2009 :
  - Candido Cannavò (en), journaliste italien (° 29 novembre 1930).
  - Paul Joseph Pham Ðình Tung, cardinal vietnamien (° 15 juin 1919).
  - Vania Vilers (Jean Frédéric Winterhalter dit), acteur français (° 12 juin 1938).
  - Howard Zieff, cinéaste américain (° 21 octobre 1927).
- 2010 :
  - Nelly Adamson, joueuse de tennis belge (° 28 décembre 1916).
  - Zaman Ghamsharik, chef tribal afghan (° 29 avril 1965).
  - Zdena Frýbová, écrivaine et publiciste tchèque.
- 2012 :
  - Marie Colvin, journaliste américaine, correspondante de guerre (° 12 janvier 1956).
  - Mike Melvoin, pianiste américain de jazz (° 10 mai 1937).
  - Rémi Ochlik, photographe de guerre français (° 16 octobre 1983).
- 2013 : Wolfgang Sawallisch, chef d’orchestre et pianiste allemand (° 26 août 1923).
- 2016 : Douglas Slocombe, directeur de la photographie britannique (° 10 février 1913).
- 2017 :
  - Frank Delaney, écrivain et journaliste irlandais (° 24 octobre 1942).
  - Níkos Koúndouros, réalisateur grec (° 15 décembre 1926).
- 2018 :
  - Nanette Fabray (Nanette Ruby Bernadette Fabares dite), actrice américaine (° 27 octobre 1920).
  - Richard E. Taylor, physicien canadien, prix Nobel de physique 1990 (° 2 novembre 1929).
- 2020 : Thich Quang Độ, moine vietnamien (° 27 novembre 1928).
- 2021 : 
  - Luca Attanasio, diplomate italien (° 23 mai 1977).
  - Georges Bonnet, poète et romancier français (° 9 juin 1919).
  - Raymond Cauchetier, photographe français (° 10 janvier 1920).
  - Aleksander Doba, kayakiste polonais (° 9 septembre 1946).
  - Lawrence Ferlinghetti, poète américain (° 24 mars 1919).
  - Gary Halpin, joueur de rugby à XV irlandais (° 14 février 1966).
  - Lamberto Leonardi, footballeur italien (° 8 janvier 1939).
  - Jean-François Leroux-Dhuys, écrivain, journaliste, historien de l'art, conservateur de musée et maire français (° 13 octobre 1934).
  - Anis Naccache, homme politique libanais (° juin 1951).
  - Giancarlo Santi, réalisateur et scénariste italien (° 7 octobre 1939).
  - Daviz Simango, homme politique mozambicain (° 7 février 1964).
  - Jack Whyte, romancier britannique et canadien (° 15 mars 1940).
- 2023 :
  - André Bailly, homme politique belge (° 11 février 1942).
  - Safi Faye, réalisatrice, anthropologue, ethnologue et féministe sénégalaise (° 22 novembre 1943).
  - Georges Grammat, réalisateur de dessins animés et auteur de bandes dessinées et de dessins humoristiques français (° 21 juin 1930).
  - Kristina Holland, actrice américaine (° 25 février 1944).
  - Patrick Jamain, réalisateur français (° 5 juin 1944).
- 2024 :
  - Lioudmyla Alfimova, actrice soviétique puis ukrainienne (° 4 septembre 1935).
  - Artur Jorge, footballeur international puis entraîneur portugais (° 13 février 1946).
  - Alois Kothgasser, évêque autrichien, archevêque de Salzbourg (° 29 mai 1937).
  - John Lowe, pianiste britannique (° 13 avril 1942).
  - Pentti Pesonen, skieur et fondeur finlandais (° 7 avril 1938).
  - Jean-Guy Talbot, hockeyeur sur glace canadien (° 11 juillet 1932).

## Célébrations
- Journée mondiale du scoutisme (World Thinking Day (en), B.-P. Day ou Founder's Day), célébrée par l'association mondiale des guides et éclaireuses et par l'Organisation mondiale du mouvement scout en souvenir de la date de naissance de Baden Powell en 1857 et de son épouse Lady Olave Baden-Powell en 1889, fondateurs du scoutisme.
- Argentine : journée de l'Antarctique argentin.
- Égypte : jour de l’unité[10].
- États-Unis : Washington's birthday (anniversaire de naissance de George Washington ci-avant) célébré à cette date jusqu'en 1970, progressivement renommé Presidents Day (journée des présidents) en l'honneur de Washington et de Lincoln et fêté le troisième lundi de février conformément au Uniform Monday Holiday Act (en) (et la veille et/ou plus tôt en fuseau horaire dans les possessions océaniennes lato sensu des États-Unis)'.
- Japon : jour des chats (en japonais : 猫の日, neko no hi)[11], depuis 1987[3].
- République dominicaine : día de la bandera (journée du drapeau).
- Sainte-Lucie : fête de l'indépendance commémorant cette dernière obtenue du Royaume-Uni en 1979 (ce n'est pas la fête nationale).

### Célébrations religieuses
- Christianisme : hommage à la chaire de Saint Pierre ou symboliquement la charge apostolique de l'apôtre et sa mission dans l'Église catholique et son clergé, autrefois fêtée les 18 janvier en Occident avant le concile Vatican II.
- Scientologie : Celebrity Day ou fête de la célébrité commémorant l'anniversaire de l'ouverture du Celebrity Centre International à Los Angeles (Californie, États-Unis) en 1970.

### Saints des Églises chrétiennes

#### Saints catholiques et orthodoxes
Saints catholiques et orthodoxes :
- Ariston († IIe siècle), évêque de Chypre.
- Athanase de Paulopetrion († 826), abbé près de Nicomédie.
- Avilius d'Alexandrie († 97), 3e patriarche d'Alexandrie.
- Baradate (en) († 460), ermite en Syrie.
- Galle († IIe siècle), consul et martyr.
- Jean le Saxon († 895), bénédictin, considéré comme martyr et bienheureux
- Maximien de Ravenne († 556), 30e évêque de Ravenne.
- Papias d'Hiérapolis († 163), évêque d'Hiérapolis.
- Paschase de Vienne († 310), 8e évêque de Vienne dans le futur Dauphiné.
- Télesphore († 136), 8e pape de 125 à 136 et martyr.
- Thalasse († Ve siècle) et Limnée, ermites à Cyr.

#### Saints et bienheureux catholiques
Saints et béatifiés :
- Émilie d'Oultremont († 1878), bienheureuse religieuse française fondatrice des sœurs de Marie-Réparatrice.
- Isabelle de France († 1270), bienheureuse princesse française sœur du roi saint Louis, fondatrice de l'abbaye royale de Longchamp.
- Jacques Carvalho († 1624), bienheureux jésuite portugais martyr à Sendai.
- Marguerite de Cortone († 1297), Laïque italienne pénitente du tiers-ordre franciscain.
- Richard Henkes († 1945), bienheureux prêtre allemand mort martyr.

#### Saints orthodoxes du jour, aux dates parfois"juliennes"ou orientales
Saints du jour :

### Prénoms du jour
Bonne fête aux Isabelle et ses variantes et diminutifs : Isa, Isabeau, Isabel, Isabela, Isabèle, Isabella, Ysa, Ysabeau, Ysabel, Ysabela, Ysabella, Ysabelle, prénoms eux-mêmes dérivés comme aphérèses d'Elisabeth (voir 17 novembre) dont le diminutif apocope serait Elise voire les syncopés Lisa, Lise et leurs variantes.
Et aussi aux :
- Papias,
- Télésphore (en Églises d'Orient),
- Tevarzeg et ses variantes autant bretonnes : Evarzeg, Evarzheg, Tevarzec, etc.

## Traditions et superstitions

### Dictons
- « À la sainte-Isabelle si l'aurore est belle, et s'il fait soleil au matin c'est du bon temps pour les grains. »[14]
- « Le temps qu'il fait le jour de la sainte-Isabelle dure jusqu'aux Rameaux. »[15]
- « Neige à la sainte-Isabelle, fait la fleur plus belle. »[14]
- « Vends tes primevères à la sainte-Isabelle, si elles ne le sont point, elles ne seront pas plus belles. »[14]

### Astrologie
- Signe du zodiaque : 4e jour du signe astrologique des Poissons.